# Burka
Burka (arabiska

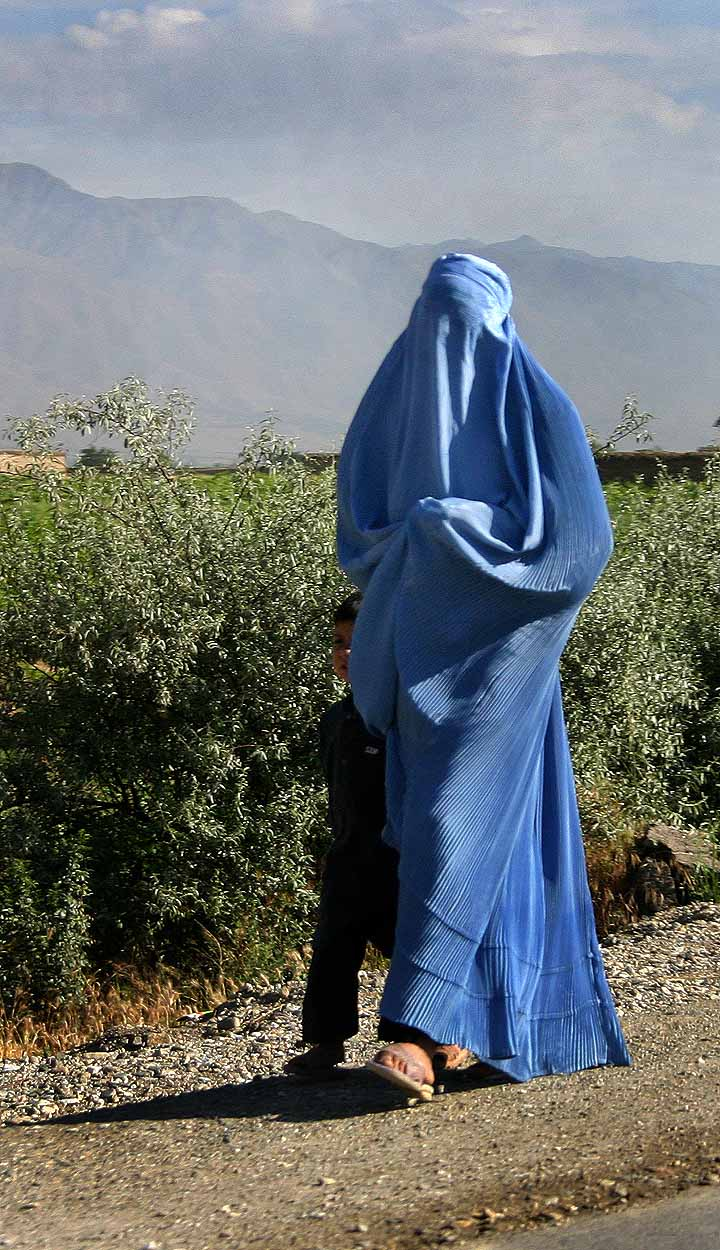
Kvinna i Afghanistan i burka.

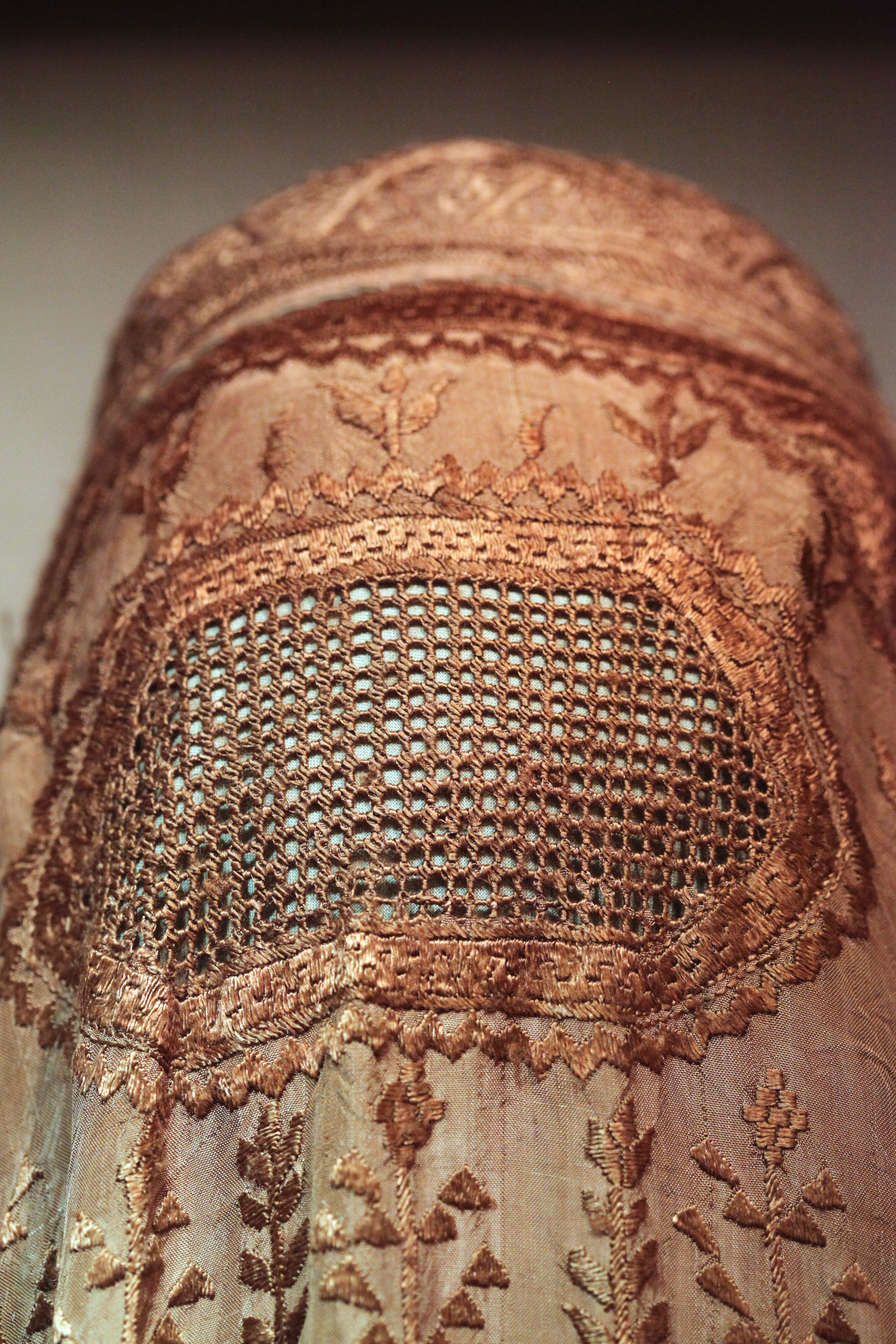
Närbild av burka i siden.

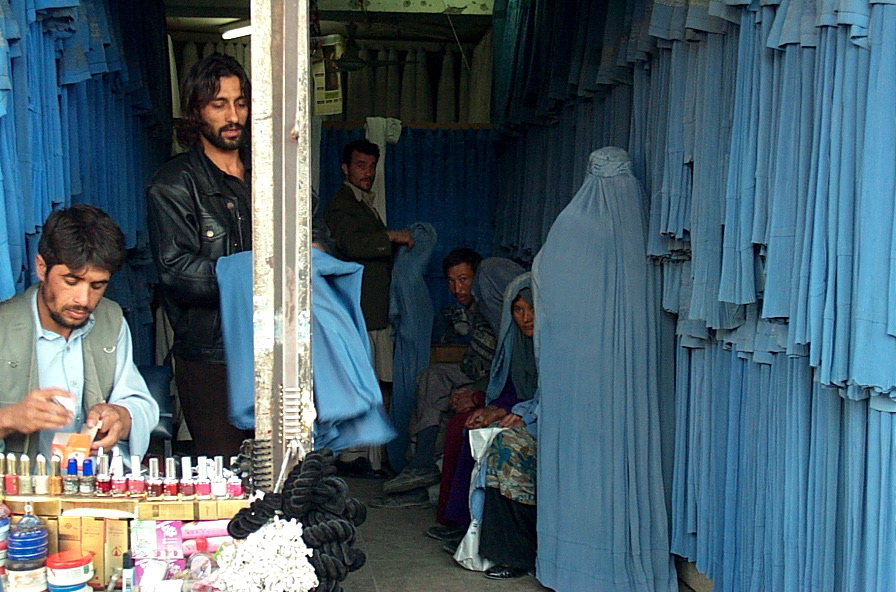
Burkashop i Kabul.

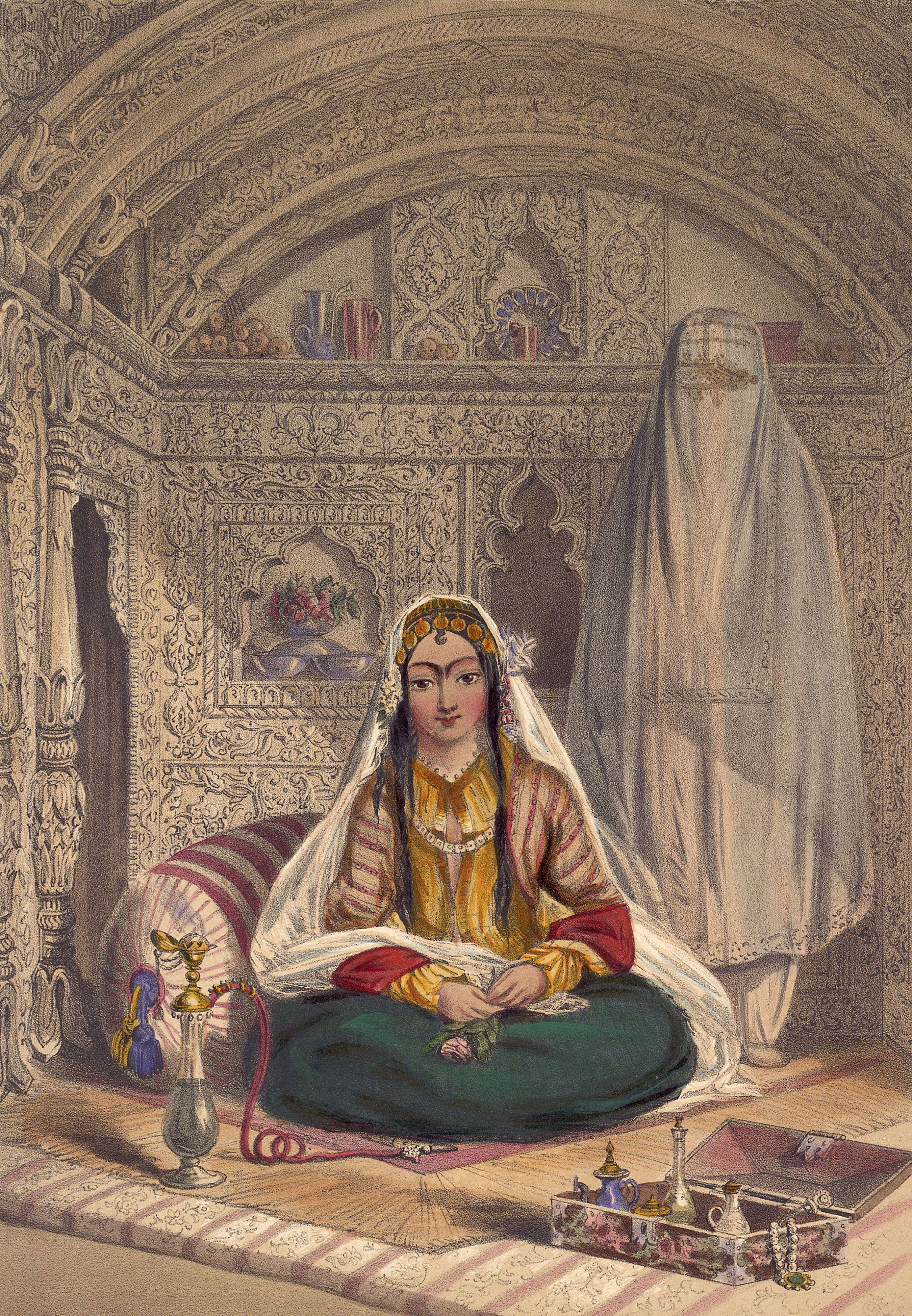
Person iförd ett burkaliknande plagg på en brittisk litografi med en scen från Kabul från omkring 1840. Plaggets överdel med gallerverket påminner om dagens burkor medan utformningen över bröstkorgen har fler likheter med dagens niqab. Plagget är också kortare än en nutida burka.

برقع, burqu;  dari i Afghanistan چادر, chadari) är ett ytterplagg som täcker hela kroppen och ansiktet inklusive ögonen (jfr. niqab). Den är vanligen sydd i ett lätt material och bärs utomhus över vanliga kläder av vissa muslimska kvinnor, främst i Afghanistan, i delar av Pakistan och i norra Indien. Burka är det mest heltäckande plagget som används med hänvisning till awrah, reglerna för återhållsam klädsel inom islam. Andra plagg är jilbab och abaya. 

## Utformning
Burkan sitter relativt tätt omkring övre delen av huvudet och liknar en mössa (kufi) med en formsydd kulle. Från kullen går långa, vida tygvåder hela vägen ned mot marken. För att bäraren ska kunna se sin omgivning sitter ett tätt textilt gallerverk över ögonen. Burkan har inga ärmar eller öppningar för händerna. Burkans överdel är ofta dekorerad med täta broderier. Nedanför gallret finns ofta glesare broderier. Även burkans nederkant kan vara dekorerad med broderier.
Burkan är helfärgad och omönstrad. Den vanligaste färgen är ljusblå, men även vita burkor förekommer. Materialet är lätt, exempelvis siden eller viskos. De långa tygvåderna kan ibland vara kräppade.

## Burka runt om i världen

Burkaförbud i världen (2025):
Nationellt förbud.
Lokala förbud.
Förbud mot försäljning och tillverkning av burka.
Delvis förbjudet.

### Burka i Afrika

#### Burka i Marocko
I Marocko förbjöds tillverkning och försäljning av plagget i januari 2017.

### Burka i Asien

#### Burka i Afghanistan
I Afghanistan användes burka tidigare främst på landsbygden. Efter att talibanerna kommit till makten stiftades en lag som gjorde bärandet av burka obligatoriskt för alla kvinnor som vistades utomhus. Lagen avskaffades efter talibanregimens fall, men burkan används fortfarande i stor omfattning, även i städerna. Under 2022 började talibanerna ännu en gång stifta en lag som gjorde bärandet av heltäckande slöja i Afghanistan obligatoriskt igen.

#### Burka i Syrien
I juli 2010 utfärdade Syriens utbildningsminister Ghiath Barakat ett dekret som förbjuder kvinnor med täckt ansikte att vistas på universitetens områden. Det innebär i praktiken att personal och studenter inte längre kan bära burka eller niqab. I juni samma år avskedades eller förflyttades 1200 kvinnliga syriska lärare på grund av att de bar niqab.

#### Hijab i Tadzjikistan
Republiken Tadzjikistan förbjöd bärande av islamiska slöjor år 2017: förbudet omfattade hijab, niqab och burka. Regeringen motiverade förbudet med att islam var en utländsk kultur och att kvinnor istället uppmuntrades att istället bära huvudklädsel som var traditionell för landet. I landets fall innebär detta sjalar som är knutna runt huvudet i motsats till hijab som knyts under hakan.

### Burka i Europa

Burkaförbud i Europa (2025):
Nationellt förbud.
Lokala förbud.
Delvis förbjudet.

I Europa är användningen av burka mycket begränsad. Trots det har användande av burka, niqab och hijab varit föremål för en omfattande debatt och vissa fall reglerats i lag. I ett antal länder finns eller planeras lagförslag som förbjuder användande av burka på allmän plats. I ett land som Frankrike med flera miljoner muslimer uppskattas antalet bärare av burka till cirka 1900 personer. I länder som Belgien och Danmark finns endast några enstaka burkabärare.
Ett argument som framförts mot främst burka och niqab är säkerhets- och rättssäkerhetsskäl. Kritiker menar att det kan vara svårt att identifiera en person som bär den typen av heltäckande plagg. Ett annat ofta framfört argument är att klädesplaggen ska betraktas som ett uttryck för kvinnoförtryck. Vissa menar att användandet är ett uttryck för kvinnoförtryck även när kvinnor bär plaggen frivilligt eftersom det kan finnas ett stort socialt tryck från kvinnans familj. Ett tredje argument är att religion är en privat angelägenhet och religiösa kläder därför bör undvikas i ett sekulärt samhälle. Ett fjärde argument är att multikulturella uttryck i samhället generellt inte är önskvärt då det skulle riskera att skapa distans mellan medborgarna vilket kan leda till ömsesidiga missförstånd, rädsla för andra och ömsesidiga spänningar mellan olika grupperingar. Vidare har det i främst Belgien och Frankrike framförts att användandet av burka är i konflikt med mottot från franska revolutionen om fraternité, det vill säga broderskap eller systerskap. I och med att burkaanvändaren kan se men inte bli sedd skulle det då uppfattas som oartigt i Frankrike och ett avsteg från broderskapsidealet. Ett femte argument är att den heltäckande slöjan representerar radikala varianter av islam som salafism i motsats till en reformerad och modern islam.

#### Burka i Belgien
I Belgien lagstiftade parlamentet i april 2010 mot användande av plagg som förhindrade identifikation av en person på allmän plats. Lagen har ännu inte gått igenom i överhuset.

### Burka i  Bulgarien
Bulgarien förbjöd ansiktstäckande klädsel och därmed både burka och niqab i september 2016 med böter som påföljd. I Bulgarien är det vanligast med sjal som endast täcker håret.

#### Burka i Danmark
I Århus i Danmark drog socialtjänsten 2007 in socialbidragen för kvinnor som bär burka med motiveringen att de på grund av sin klädsel inte står till arbetsmarknadens förfogande.
Den kända danska statyn Den lille havfrue har vid ett par tillfällen iklätts burka, bland annat som ett led i protesterna mot ett eventuellt turkiskt EU-medlemskap.
Den 31 maj 2018 klubbade danska Folketinget igenom ett förbud mot burka och niqab. Förbudet börjar gälla från och med den 1 augusti.  Följden blev att kvinnor i högre grad isolerade sig i hemmet.

#### Burka i Frankrike
I Frankrike har burka varit förbjudet i kommunala skolor sedan 2004 som en följd av en lag som förbjuder studenter att bära synliga religiösa symboler. 2009 sade Frankrikes president Nicolas Sarkozy att burka inte var ett välkommet inslag i Frankrike, då det var oacceptabelt att kvinnor "hålls fångna bakom en burka och förhindras att ha ett socialt liv och en egen identitet". Frankrikes nationalförsamling tillsatte en partiöverskridande kommission som utredde användningen. och rapporterade i januari 2010 att användningen borde förbjudas på allmän plats och i kollektivtrafiken. Den 13 juli 2010 antogs förslaget om burkaförbud på allmän plats av nationalförsamlingen. Förslaget måste emellertid granskas och godkännas av Frankrikes motsvarighet till lagrådet och av Frankrikes senat för att upphöjas till lag.
Amnesty har fördömt det franska lagförslaget att förbjuda burka. Burkaförbudet prövades år 2014 i Europadomstolen och godkändes. Ett förbud mot burkini på badstränder hävdes däremot av en nationell domstol.
I det franska parlamentets utredning om burkaanvändning intervjuades ett antal burkabärare om sina skäl för att bära plaggen. Ett av huvudmotiven till att använda burka är detsamma som kristna nunnors avsikt med särkar och huvudduk, att genom sitt klädval söka en religiös renhet och samtidigt ta avstånd från konsumtion. Ett annat motiv är att vilja anpassa sig till en viss grupp, som salafismen. Ett tredje argument är att burkan inger respekt och skänker heder åt användarna. En minoritet bland användarna är också direkt tvingade till att använda burka.
Påföljden för den som bryter mot förbudet att bära burka är böter på 150 euro och medborgarundervisning, påföljden för att tvinga någon annan att bära burka är böter på 30 000 euro. Statistik från 2015 visar att 1546 bötesstraff hade delats ut.

#### Burka i Nederländerna
Den nederländska public service-kanalen NOS uppger att mellan 100 och 500 kvinnor i Nederländerna bär burka. I november 2016 genomfördes en omröstning angående att förbud mot att bära burka i vissa offentliga miljöer som skolor, sjukhus och kollektivtrafik men inte på gator och torg. Lagförslaget motiverades av att i dessa miljöer är det viktigt med en god ömsesidig kommunikation samt säkerhetsaspekter enligt premiärminister Mark Rutte. Lagen fick stöd av 132 av Nederländska parlamentets andra kammare.
I augusti 2019 införde Nederländerna ett förbudet för ansiktstäckande klädsel på ett antal offentliga platser som skolor, sjukhus, offentliga byggnader samt kollektivtrafik. Vid vägran kan tillträde till den offentliga platsen ifråga nekas och böter upp till 150 euro utfärdas.

#### Burka i Norge
I juni 2018 förbjöds ansiktstäckande klädsel i skolor vilket gällde både elever och personal.

### Burka i Schweiz
Bärandet av burka förbjöds i den schweiziska kantonen Ticino. efter en folkomröstning i juli 2016 som genomfördes efter ett medborganitiativ då 65% röstade för ett förbud. Myndigheter fann att förbudet inte stred mot landets konstitution. I samband med detta startades en kampanj för ett nationellt förbud. I en folkomröstning den 7 mars 2021 röstades ett förbud mot burka och niqab på offentliga platser igenom med en majoritet på 51,2 %. 

#### Burka i Sverige
Vid en uppmärksammad händelse i oktober 2003 kom två elever i Göteborg till sin skola iklädda niqab. I debatten sades dock ofta att flickorna bar burka. Skolverkets jurister såg över frågan och kom fram till att enskilda skolor har rätt att förbjuda sina elever att bära burka eller niqab i skolan med hänvisning till pedagogiska eller ordningsmässiga skäl.
År 2006 infördes dock nya bestämmelser och Skolverket konstaterade då att "det inte är möjligt för skolan att ha generella förbud mot heltäckande slöja." Om vissa situationer föreligger finns det dock möjlighet att göra undantag från huvudregeln, att det är eleven själv som väljer klädsel. Om klädseln skulle väsentligt försvåra kontakten mellan lärare och elever, medföra särskilda risker vid laborationer eller strida mot vissa hygienregler är det enligt Skolverket möjligt att förbjuda en viss typ av klädsel, däribland heltäckande slöja.
I december 2019 förbjöd skånska kommunen Skurup hijab, niqab och burka i skollokaler.
Tre av fyra i Sverige anser att heltäckande slöjor borde förbjudas i skolor och på arbetsplatser enligt Mångfaldsbarometern 2020 publicerad av Högskolan i Gävle. En majoritet (52%) stödde ett förbud på allmänna platser. En majoritet av samtliga partiers väljare stödde ett förbud i skolan och detsamma gällde ett förbud på arbetsplatser förutom Miljöpartiets väljare. Sverigedemokraternas väljare hade den största andelen som stödde ett förbud oavsett plats och Miljöpartiets väljares inställning var mest positiva till mångfald och religion.

#### Burka i Tyskland

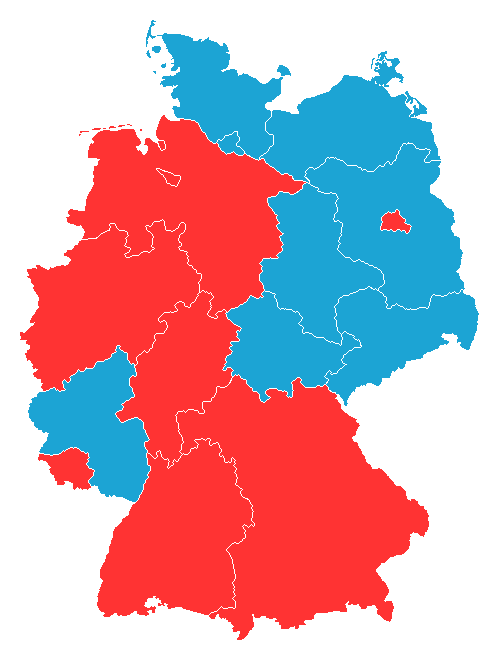
Burka/Huvudduksförbud för lärare i röda förbundsländer i Tyskland.

I september 2003 beslutade den tyska federala författningsdomstolen att staterna kunde förbjuda att lärare bär huvuddukar.
Hösten 2016 lyfte förbundskansler Angela Merkel frågan om ett förbud mot heltäckande slöjor i ett led av åtgärder att bekämpa islamisk extremism. I april 2017 beslutade Förbundsdagen att soldater och statsanställda inte längre kunde dölja ansiktet och lyftes vidare till Förbundsrådet.
I juli 2017 förbjöd förbundslandet Bayern ansiktstäckande klädsel för offentligt anställda, på högskolor, förskolor och vallokaler med anledning av att blickar, mimik och gester är viktiga för kommunikation.
I augusti 2017 förbjöd förbundslandet Niedersachsen bärandet av ansiktstäckande slöja i offentliga skolor.
I juli 2020 förbjöd förbundslandet Baden-Württemberg ansiktstäckande slöjor i offentliga skolor för elever, som en utvidgning av det förbud som redan var i kraft för skolpersonal.

#### Burka i Österrike
I oktober 2017 fick ett förbud mot ansiktstäckande klädsel laga kraft i Österrike.